# 가네코 노보루
카네코 노보루  (金子昇, 1974년 10월 18일 ~ )는 일본의 배우이다.

## 출연작

### 드라마
- 2001년~2002년 《백수전대 가오렌쟈》 시시 카케루/가오 레드 역
- 2004년 《유리화》

### 영화
- 2004년 《크로마티 고교》 호쿠토 타케시 역